# قجراب علیا
قجراب علیا، روستایی از توابع بخش مرکزی شهرستان ملایر در استان همدان ایران است. زبان مردم روستا لری ثلاثی است.

## جمعیت
این روستا در دهستان کوه سرده قرار دارد و براساس سرشماری مرکز آمار ایران در سال ۱۳۹۵، جمعیت آن ۱۳۵ نفر (۴۵خانوار) بوده است.